# ナージャ・ティラー

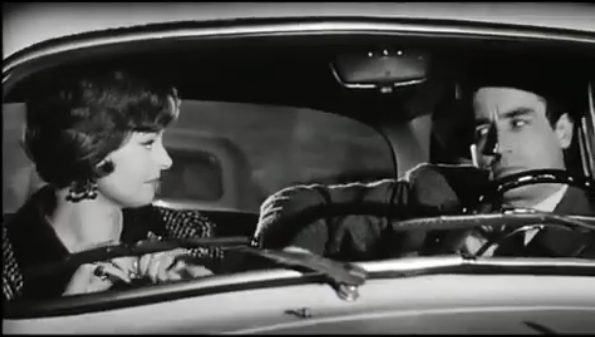
1962年

ナージャ・ティラー（Nadja Tiller、1929年3月16日 - 2023年2月21日）は、オーストリア出身のドイツで活躍していた女優。
日本語では他にナージャ・テイラー、ナジャ・ティラー、ナジャ・テイラー、ナディア・ティラー、ナディア・テイラーの表記もある。

## 経歴
ウィーンで生まれる。父は俳優、母はオペレッタの歌手兼女優。学校に通いながらバレエを習い、のちに有名なマックス・ラインハルト・ゼミナールで演技を学ぶ。1947年に舞台デビュー。ファッションモデルとしても活動する。1949年にはミス・オーストリア（Miss Austria）に選ばれている。
映画には1949年に初出演。以降1950年代から1970年代半ばにかけ、主演女優として数々の映画に出演。1958年には、戦後ドイツ最大のスキャンダルと云われ、政財界を揺るがせた高級コールガールのローズマリー・ニトリビット（Rosemarie Nitribitt、24歳で死去）を描いた映画『スキャンダル』で主役のローズマリーを演じた。この作品は第19回ヴェネツィア国際映画祭イタリア批評家賞と第16回米国ゴールデングローブ賞外国語映画賞（Samuel Goldwyn International Award）を受賞し、彼女の代表作の一つとなっている。1960年には映画『Labyrinth』（日本未公開、1959年）でドイツ映画賞銀賞を受賞。
ドイツ・オーストリア映画のみならず、フランス映画・ハリウッド映画・イタリア映画にも出演し、ジャン＝ポール・ベルモンド、ジャン・ギャバン、ミレーヌ・ドモンジョ、マルチェロ・マストロヤンニらと共演するなど国際的に活躍。ロベルト・ロッセリーニ監督の映画『Anima nera』（日本未公開、1962年）、ジュリアン・デュヴィヴィエ監督の映画『火刑の部屋』（1962年）、ルネ・クレマン監督の映画『危険なめぐり逢い』（1975年）などヨーロッパ映画界の巨匠達の作品にも出演している。
1970年代半ば以降はテレビドラマで活躍しているが、2005年には俳優のティル・シュヴァイガーが監督&主演を務めた映画『裸足の女』にシュヴァイガー演じるニックの母親役で出演。この『裸足の女』は東京で開催されたドイツ映画祭2006でも上映され、健在ぶりを示した。2009年も映画とTVムービーに出演。
私生活では1956年に俳優のワルター・ギラーと結婚。ドイツ芸能界きってのおしどり夫婦だったのが有名で、2006年には結婚生活50年（金婚式。ドイツ語：Die Goldene Hochzeit）を迎えている。そして、同年に夫婦でバンビ賞の功労賞を受賞した。彼との間に子供が2人いる。日本公開作では映画『火刑の部屋』と映画『女と男のある限り』（1963年）の2作に夫婦で一緒に出演している。
2000年、ドイツ連邦共和国功労勲章を受章。
2011年12月15日、夫のワルター・ギラーと死別。
2023年2月21日、ハンブルクの自宅にて死去。93歳没。

## 主な出演作品
- エロイカ　Eroica　（1949年）
- 出口なき犯行　Banktresor 713　（1957年）
- スキャンダル (1958年の映画)（英語版）　Das Mädchen Rosemarie　（1958年）
- 夜の放蕩者　Le désordre et la nuit　（1958年）
- 札束（ゼニ）がすべて　Du rififi chez les femmes　（1959年）
- 悪の報酬　An einem Freitag um halb zwölf　（1961年）
- 火刑の部屋　La chambre ardente　（1962年）
- 女と男のある限り　Das große Liebesspiel　（1963年）
- スタニスラス調査メモ　Pleins feux sur Stanislas　（1965年）
- 皆殺しのバラード　Du rififi à Paname　（1966年）
- 悪のシンフォニー　The Poppy Is Also a Flower　（1966年）
- イタリア式愛のテクニック　Come imparai ad amare le donne　（1966年）
- タヒチの男　Tendre voyou　（1966年）
- ザ・ストーリー・オブ・レディー・ハミルトン　Le calde notti di Lady Hamilton　（1968年）
- 危険なめぐり逢い　La baby sitter　（1975年）
- 裸足の女　Barfuss　（2005年）